# ジョン・ジーグラー
ジョン・ジーグラー（John Ziegler、 1934年2月9日 - 2018年10月25日）はミシガン州デトロイト郊外のグロッセポイント出身の人物。NHLの第4代プレジデントを務めた。
ミシガン大学で法律学を学んだ後。1977年にクラレンス・キャンベルの後任としてNHLの第4代プレジデントに就任した。彼の任期中の1979-1980年シーズンよりWHAのエドモントン・オイラーズ、ニューイングランド・ホエーラーズ、ケベック・ノルディックス、ウィニペグ・ジェッツがNHLに加入した。1984年にレスター・パトリック賞を受賞、1987年にホッケーの殿堂入りを果たした。
会長職を務めた晩年、ソビエト連邦や東欧出身選手のNHL入団にも力を注いだ。またウェイン・グレツキーのロサンゼルス・キングスへの移籍と相まってサンノゼ・シャークス、タンパベイ・ライトニングなどの新フランチャイズを決定しアメリカ合衆国南部へのNHL人気を拡げた。1992年に起きた10日間に渡る選手のストライキを解決すると共に職を退いた。
2018年10月25日に死去。84歳没。